# Blood on the Dance Floor: HIStory in the Mix
„Blood On the Dance Floor: HIStory in the Mix“ (или простије, „Blood On the Dance Floor“) је ремикс албум Мајкла Џексона. Објавио га је Епик рекордс 20. маја 1997. године. На албуму се налазе осам ремикса песама са Џексоновог претходног студијског издања, „HIStory: Past, Present and Future, Book I“, и пет нових песама. Џексон је био у великој мери укључен у продукцију новог материјала док су ремиксе продуцирали други извођачи као што су: Теди Рајли, Џими Џем, Тери Луис и Брус Сведијен. Нови материјал се бави темама као што су зависност од дрога, жене и параноја.
Гледајући Џексонове стандарде, албум је слабо промовисан, нарочито у Сједињеним Америчким Државама. Како год, извођач је снимио филм, објавио по три сингла и музичка спота да би их употребио за промоцију. Први сингл, „Blood on the Dance Floor“, био је комерцијално успешан, поготово у Европи. „HIStory/Ghosts“ се пласирао међу десет најбољих у Уједињеном Краљевству. „Is It Scary“ је издат као промотивни сингл.
Оцене албума у време његовог изласка биле су различите. Неки критичари су били мишљења да је Џексон већ истражио ове музичке теме док су други негативно оценили његов вокални наступ. Друге оцене су биле позитивне са похвалом сличности музике са оном коју стварају Мерилин Менсон и Трент Резнор.
„Blood On the Dance Floor: HIStory in the Mix“ је продат у око шест милиона широм света што га чини најпродаванијим ремикс албумом свих времена. Неколико савремених критичара су га позитивно оценили истичући да је могао бити још успешнији. Установили су да су јавност више занимале приче таблоида о Џексоновом приватном животу него његова музичка каријера.

## Продукција и музика
Џексон је продуцирао „Blood on the Dance Floor: HIStory in the Mix“ у време турнеје „HIStory: Past, Present and Future, Book I“ албума. Тако, песме су продуциране у различитим земљама (у Швајцарској, Шведској, Немачкој и у другим). На албуму се налазе осам ремикса песама са „HIStory“ албума, „Scream“, „Money“, „2 Bad“, „Stranger in Moscow“, „This Time Around“ , „Earth Song“, „You Are Not Alone“ и „HIStory“-, и пет нових песама: „Blood on the Dance Floor“, „Morphine“, „Superfly Sister“, „Ghosts“ и „Is It Scary“.
Џексон је био веома укључен у писању текстова, компоновању и продукцији пет нових песама на којим је отпевао све главне вокале. Тод Тери је ремиксовао „Stranger in Moscow“, Џими Џем и Тери Луис су ремиксовали „Scream“, док је група Фјуџиз радила на синглу „Blood on the Dance Floor“ и на ремиксу песме „2 Bad“. Вајклиф Жан, члан Фјуџиза, изјавио је за МТВ: „Када смо Мајклу урадили први ремикс, одмах је хтео да урадимо још један.“ „Morphine“ садржи аудио одломак из филма „Човек слон“. У овој песми, Џексон је био задужен за класични, вокални и оркестрални аранжман. Он је такође одсвирао перкусије и бубњеве као и гитару заједно са дугогодишњим сарадником Слешом. Хор Андре Кроуч је такође учествовао у стварању овог дела. Једна од песминих централних тема јесте употреба демерола. У њој пева: „Веруј ми, само мени, улиј ми све поверење, узимаш морфин... ајде душо, опусти се, неће ти бити ништа, пре него што га убризгам, затвори очи и броји до десет, не плачи, нећу те присвојити, нема потребе за страхом, затвори очи и отплови.“. „Scream Louder“ садржи елементе песме „Thank You (Falettinme Be Mice Elf Agin)“ коју изводи Слај ен фемили стоун. „2 Bad“ садржи исечак Џексоновог 1982. године издатог хита „Beat It“ као и реп наступ Џоа Фортеа и гитара соло Вајклифа Жана.

## Амбалажа, издање и промоција
Албумова књижица од 23 стране садржи текстове песама „Blood on the Dance Floor“, „Stranger in Moscow“ и „HIStory“. Осам ремикса са „HIStory“ албума су добила додатне називе као што су „Flyte Time Remix“ и „Tee's In-House Club Mix“. Књижица садржи и многе фотографије са „HIStory“ турнеје и филма „Ghosts“. У њој, Џексон се захваљује пријатељима Елизабети Тејлор и Елтону Џону, својој породици, сарадницима и фановима.

„Blood on the Dance Floor: HIStory in the Mix“ је издат 20. маја 1997. године од стране Епик рекордса. „HIStory on Film, Volume II“, видео колекција Џексонових спотова и телевизијских наступа из периода 1995—1997, објављена је истог дана. Овај ремикс албум није био промовисан као Џексонова претходна издања. „Њујорк тајмс“ је описао његовом промоцију у Америци слабом и запрепашћујућом по многе људи у индустрији. Џексонова издавачка кућа Епик рекордс је одбацила оптужбе да нису довољно промовисали албум у Сједињеним Државама: 
 „Њујорк тајмс“ је закључио да је промоција била већа у остатку света, где је Џексон био популарнији и утицајнији. Џексону више није било потребно америчко тржиште да би имао хит плочу. До јуна 1997, само десет процената од продаја његовог тада последњег студијског албума је пристигло из Сједињених Држава.
Џексон филм „Ghosts“, премијерно је приказан на Канском филмском фестивалу да би промовисао свој албум. Биоскопски је приказиван у Америци од октобра 1996. а у Уједињеном Краљевству годину касније. У Краљевству је био атракција за фанове, медије и бизниз организације.
 Био је издат на касети у готово свим деловима света. Сценаристи филма били су Џексон и Стефен Кинг док је режисер био Стен Винстон. Радња филма је базирана на Џексоновом приватном животу када се осећао изгубљено и изоловано након што је оптужен за сексуално малтретирање дечака 1993. године. Главни лик је Маестро којег игра Џексон. Њега покушавају прогнати градоначелник и мештани града јер су убеђени да је луд. Лик и појава градоначелника је веома слична Тому Снедону, тужитељу који се борио за то да дође до истраге против Џексона за поменуто малтретирање. Филм, кадровима и темом којом се бави, подсећа на спот песме „Thriller“. Приказује многе специјалне ефекте и плесачке покрете које је сам Џексон осмислио. Филм такође садржи неколико песама и спотова са албума „HIStory“ и „Blood on the Dance Floor“. Траје преко тридесет и осам минута и држи Гинисов рекорд као најдужи спот на свету. Освојио је Боб Фусову награду за најбољу кореографију у споту.
Албум је промовисан и са два сингла: „Blood on the Dance Floor“ и „HIStory/Ghosts“ као и са три музичка спота. „Blood on the Dance Floor“ је промовисан спотом који се премијерно приказао на британској емисији званој „Top of the Pops“. У њему девојка имена Сузи вади нож да би онда намамљивала и привлачила Џексона. Песма је била једина нумера са ремикс албума која је извођена на певачевој тадашњој светској турнеји. Сингл се нашао на врху листа неколико земаља, укључујући и Уједињеног Краљевства. Код другог сингла, „HIStory/Ghosts“, обе песме су промовисане спотом. Радња спота песме „HIStory“ се одиграва у ноћном клубу у футуристичкој ери. „Ghosts“ је био петоминутни исечак преузет из поменутог много дужег филма истог назива. Сингл је био топ пет хит у Уједињеном Краљевству али није се тако високо позиционирао на другим светским листама.

## Комерцијални пријем
Првобитне продаје у Сједињеним Државама су биле разочаравајуће за Џексона. Издање се нашло на 24. месту топ-листе „Билборд 200“ и након четири недеље од изласка продато је у 92 хиљаде копија. Упркос слабом старту, у мају 2000, албум је сертификован платинастим тиражом за продају од милион копија у Америци. У Канади је сертификован златним тиражом за продају од најмање 50 хиљада примерака.
У Европи, плоча је сертификована за продају од најмање 2 милиона копија. Дебитовала је на врху британске топ-листе у јулу 1997. До јула исте године, продата је у 250 хиљада копија у Уједињеном Краљевству и у 445 хиљада у Немачкој. Албум је досегао врх и у Француској, Белгији, Шпанији и на Новом Зеланду. Укупни број продатих примерака до 2009. је око 6 милиона копија што чини ову колекцију најпродаванијим ремикс албумом свих времена.

## Пласмани
| Листа                | Највиша позиција |
| -------------------- | ---------------- |
| Аустрија             | 2                |
| Аустралија           | 2                |
| Белгија (Фландрија)  | 1                |
| Белгија (Валонија)   | 2                |
| Канада               | 16               |
| Финска               | 3                |
| Француска            | 1                |
| Нови Зеланд          | 1                |
| Норвешка             | 2                |
| Шведска              | 4                |
| Швајцарска           | 2                |
| Уједињено Краљевство | 1                |
| САД                  | 24               |

### Сертификације
| Земља      | Сертификација    | Продаје   |
| ---------- | ---------------- | --------- |
| Аустралија | Платинасти тираж | 70,000    |
| Канада     | Златни тираж     | 50,000    |
| Немачка    | Златни тираж     | 250,000   |
| Пољска     | Платинасти тираж | 50,000    |
| Шпанија    | Платинасти тираж | 80,000    |
| Швајцарска | Платинасти тираж | 50,000    |
| УК         | Платинасти тираж | 300,000   |
| САД        | Платинасти тираж | 1,000,000 |

## Списак песама
У заградама су означени текстописци.
- 1. „“ (4:11; Мајкл Џексон, Теди Рајли)
- 2. „“ (6:29; Џексон)
- 3. „“ (6:27; Џексон, Брајан Лорен)
- 4. „“ (5:13; Џексон, Рајли)
- 5. „“ (5:35; Џексон, Џејмс Херис Трећи, Тери Луис)
- 6. „“ (5:27; Џексон, Џенет Џексон, Херис Трећи, Луис)
- 7. „“ (4:22; Џексон)
- 8. „“ (3:32; Џексон, Брус Сведијен, Рене Мур, Далас Остин)
- 9. „“ (6:55; Џексон)
- 10. „“ (4:05; Џексон, Остин)
- 11. „“ (7:55; Џексон)
- 12. „“ (7:38; Р. Кели)
- 13. „“ (8:00; Џексон, Херис Трећи, Луис)

## Особље
- Мајкл Џексон: вокал, гитара, перкусије
- Џенет Џексон: вокал
- Џон Форте: реп вокал
- Тери Луис, Џими Џем: различити инструменти
- Брајан Лорен: гитара, клавијатуре, синтесајзер, перкусије, програмирање
- Слеш, Вајклиф Жан: гитара
- Роберт Чаусов: виолина
- Џулијет Хафнер: виола
- Лери Вилијамс, Џери Хеј, Ким Хачкрофт: хорна
- Бред Буксер: клавир, клавијатуре, синтесајзери, перксуије, програмирање
- Теди Рајли, Даг Григзби, Џеф Тејлор: програмирање
- Хор Андре Кроуч: пратећи вокали
- Мајкл Џексон, Теди Рајли, Џими Џем, Тери Луис, Р. Кели: продуценти
- Теди Рајли, Дејв Веј, Мик Гузауски: инжињери